# 奎宿三
奎宿三（双鱼座65，65 Psc，i Psc）是一个双星系统，由HR 230（双鱼座65 A）和HR 231（双鱼座65 B）组成。